# Die Erlösung der Fanny Lye
Die Erlösung der Fanny Lye, Originaltitel Fanny Lye Deliver’d oder Delivered, ist ein britisches historisches Filmdrama aus dem Jahr 2019.
Maxine Peake, Charles Dance und Freddie Fox spielen in den Hauptrollen. Der Film wurde von Thomas Clay geschrieben und inszeniert. Nach mehr als drei Jahren in der Postproduktion hatte er im Oktober 2019 Premiere und wurde 2020 z. B. beim Internationalen Filmfestival Mannheim-Heidelberg aufgeführt.
Das Partizip „delivered“ im Originaltitel ist zweideutig, es kann sowohl „erlöst“ als auch „ausgeliefert“ bedeuten.

## Handlung
1658, zur Zeit des puritanischen Regimes Oliver Cromwells, leben John Lye, seine Frau Fanny und ihr etwa zehnjähriger Sohn Arthur auf einer einsamen Farm in Shropshire. Der Film spielt kammerspielartig praktisch nur auf dieser Farm.
Die Lyes leben nach damaligen Begriffen streng gläubig, jedes Vergnügen gilt als Sünde, der Vater als Hausherr bestraft Regelvergehen konsequent mit Prügeln. Als die Familie eines Tages vom Gottesdienst zurückkehrt, hat sich ein junges Paar in der Scheune versteckt, Thomas und Rebecca, die zunächst behaupten, auf der Straße ausgeraubt worden zu sein, obwohl bald klar wird, dass diese Geschichte nicht stimmen kann. Die Lyes gewähren ihnen Unterkunft bis zum Morgen, doch das Paar legt es darauf an, die Sympathien der Familie zu gewinnen und länger zu bleiben. Sie vertreten vehement einen freiheitlichen Lebensstil und lehnen religiöse Vorschriften ab – wie sich herausstellt, sind sie nicht einmal miteinander verheiratet. Fanny staunt darüber, dass Rebecca sich nicht als Thomas’ Eigentum betrachtet, sondern als gleichberechtigte Partnerin. Das bislang triste Leben auf der Farm bekommt einen freundlichen Schimmer.
Wie sich herausstellt, werden Thomas und Rebecca als Gotteslästerer und Aufrührer von der Obrigkeit gesucht. Zwei Männer, die sich als die höchsten Sheriffs bezeichnen, sprechen an der Farm vor. Thomas ist gezwungen, Arthur als Geisel zu bedrohen, um John zu zwingen, ihre Anwesenheit zu leugnen; John schwört ihm dafür blutige Rache. Danach ist das Leben auf der Farm angespannt, da Familie Lye zunächst gefesselt bleiben muss. Arthur und Fanny kooperieren bald mit dem jungen Paar, auch aus Sympathie für deren Denkweise; John dagegen betrachtet sie als gewissenlose Sünder und wertlose Menschen. An einem sinnlichen Abend will Thomas vor Johns Augen mit Fanny schlafen, doch als er erkennt, dass sie sich ihm nicht aus Leidenschaft hingibt, sondern nur, um John leiden zu sehen, weigert er sich: er nehme niemals eine Frau gewaltsam.
Als Thomas und Rebecca sich zur Abreise rüsten, wird John von Arthur losgebunden und nimmt Rebecca als Geisel, um Thomas zur Aufgabe zu zwingen. Obwohl Thomas sich ergibt, sticht er sie nieder. Während John mit dem gefesselten Thomas zum Constable reitet, treffen sie auf grausam zugerichtete Menschen und reiten alarmiert zurück, um ihre Frauen zu schützen. Doch der Sheriff und sein Helfer sind bereits in die Farm eingedrungen, haben Arthur vor den Augen seiner Mutter getötet und erschießen auch Thomas, als John sich nicht dazu durchringen kann, ihn loszubinden. Ihr Vorgehen betrachten sie als gerechte Strafe für die Unterbringung von Ketzern. Erst als sie mit den Frauen abreisen wollen, um sie zur Prostitution zu zwingen, gelingt es John, sie anzugreifen, worauf die Frauen schließlich die zwei Männer überwältigen können.
Fanny, nun davon überzeugt, dass Thomas ein guter Mensch war, reist mit Rebecca davon, um die Botschaft der Freiheit weiterzutragen.

## Fassungen
Die Erlösung der Fanny Lye existiert neben der Kinofassung in einem rund 19 Minuten längeren Extended Cut. Der Regisseur Thomas Clay erklärte in einem Interview, dass es sich bei der Langfassung um seine bevorzugte Version handle.

## Nominierungen
Der Film war auf verschiedenen Filmfestivals nominiert, so 2019 beim London Film Festival als Bester Film.

## Veröffentlichungen
Nach den Veröffentlichungen auf diversen Filmfestivals in den Jahren 2019 und 2020 brachte Alamode Filmdistribution Die Erlösung der Fanny Lye in der Kinofassung im Februar 2021 auf Blu-ray und DVD in Deutschland heraus. Der Extended Cut erschien bislang lediglich in Großbritannien über das Label Pull Back Camera.

## Kritik
Der Film wird als interessant und gelungen beurteilt, wobei betont wird, dass er sich keinem bestimmten Genre zuordnen lässt. So kommt Oliver Armknecht zu dem Fazit: „eine ungewöhnliche, spannende Mischung aus persönlicher Erweckung, Glaubensdrama, Thriller und Western. Das langsame Erzähltempo und die anfängliche Ereignislosigkeit werden nicht allen gefallen […] Wer sich darauf einlassen kann, der findet hier einen komplexen, glänzend gespielten Mix, der sich in keine Schublade pressen lässt.“ Auch Dörthe Gromes lobt die Vielschichtigkeit des Films: „‚Die Erlösung der Fanny Lye‘ ist aber mehr als nur ein Suspense-Drama im historischen Gewand. In dieser allegorischen Geschichte, die an nur einem Ort spielt und an der kaum mehr als eine Handvoll Protagonisten beteiligt ist, scheint der Geist einer fernen Epoche auf. Vor allem dem intensiven Spiel des Ensembles und der Akribie der Ausstattung ist die Authentizität des Film zu verdanken.“